# Vervio
Vervio (lombardul: Verv) település Olaszországban, Sondrio megyében. Lakosainak száma 200 fő (2023. január 1.). Vervio Grosotto, Lovero, Mazzo di Valtellina, Sernio, Tirano, Tovo di Sant’Agata és Brusio községekkel határos.

## Népesség
A település népességének változása:
| Lakosok száma | 212  | 209  | 200  |
|               | 2017 | 2018 | 2023 |